# Coupe de France 1930/31

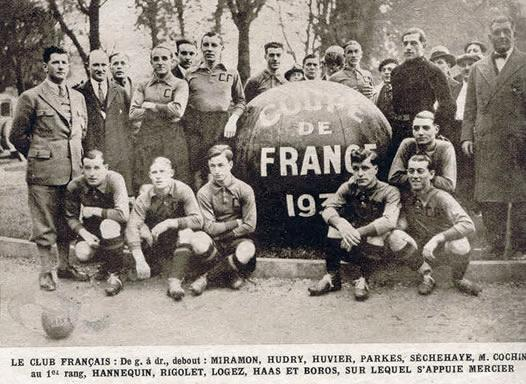
Winnende team

Het seizoen 1930/31 was het veertiende seizoen van de Coupe de France in het voetbal. Het toernooi werd georganiseerd door de Fédération Française de Football Association (FFFA).
Dit seizoen namen er 423 clubs aan deel (15 meer dan de record deelname in het vorige seizoen). De competitie eindigde op 3 mei 1931 met de finale in het Stade Olympique Yves-du-Manoir in Colombes. De zege ging voor de eerste keer naar Club Français die SO Montpellier met 3-0 versloeg.

## Uitslagen

### 1/32 finale
De 1/32e finale was de vierde ronde, inclusief de voorronde. De wedstrijden werden op 21 en 25 (Le Havre AC-Stade Béthune) december 1930 gespeeld, de drie beslissingswedstrijden op 28 december.
| Winnaar              | Uitslag     | Verliezer           |
| -------------------- | ----------- | ------------------- |
| Club Français        | 3-0         | FC Dieppe           |
| SO Montpellier       | 1-1 nv; 5-0 | FC Saint-Louis 1911 |
| OGC Nice             | 2-1         | US Suisse Paris     |
| AS Cannes            | 4-0         | US Cazères          |
| Excelsior Roubaix    | 1-1 nv; 3-1 | CA Metz             |
| AC Amiens            | 11-1        | SC Sélestat         |
| CS Jean Bouin Angers | 11-0        | ASJ Châteaudun      |
| CA Paris             | 3-0         | Cenon Sports        |
| Olympique Marseille  | 5-2         | FC Bordeaux-Bouscat |
| US Boulogne          | 5-1         | AS Valentigney      |
| US Saint-Servan      | 4-1         | SC Choisy-le-Roi    |
| Olympique Lille      | 7-0         | CA Montreuil        |
| Le Havre AC          | 4-0         | Stade Béthune       |
| Iris Club Lillois    | 2-0         | Red Star Strasbourg |
| RC Strasbourg        | 2-1         | Racing Calais       |
| FC Sochaux           | 7-0         | CASG Paris          |

| Winnaar                 | Uitslag     | Verliezer                 |
| ----------------------- | ----------- | ------------------------- |
| AS Girondins Bordeaux   | 4-3         | SC Nîmes                  |
| US Dunkerque-Malo       | 4-1         | US Deux-Vireux            |
| Racing Club de France   | 4-1         | ES Bully                  |
| RC Arras                | 3-3 nv; 4-1 | US Quevilly               |
| Stade Raphaëlois        | 3-2         | SC Saint-Étienne          |
| USA Clichy              | 5-4         | Stade Le Havre            |
| FC Rouen                | 4-0         | ASC Dinard                |
| Olympique Alès          | 6-0         | US Belfort                |
| Stade Français          | 5-1         | Olympique Antibes         |
| La Bastidienne Bordeaux | 3-1         | Stade Quimper             |
| FC Mulhouse             | 4-0         | ASSB Oignies              |
| AS Strasbourg           | 2-1         | US Tourcoing              |
| RC Lens                 | 6-3         | FA Illkirch-Graffenstaden |
| FC Sète                 | 3-0         | FC Grasse                 |
| RC Roubaix              | 3-0         | US Forbach                |
| Red Star Olympique      | 4-2         | Armoricaine Brest         |

### 1/16 finale
De wedstrijden werden op 11 januari 1931 gespeeld, de enige beslissingswedstrijd op 18 januari.
| Winnaar              | Uitslag | Verliezer             |
| -------------------- | ------- | --------------------- |
| Club Français        | 2-1     | AS Girondins Bordeaux |
| SO Montpellier       | 3-1     | US Dunkerque-Malo     |
| OGC Nice             | 2-1     | Racing Club de France |
| AS Cannes            | 4-2     | RC Arras              |
| Excelsior Roubaix    | 3-1     | Stade Raphaëlois      |
| AC Amiens            | 10-0    | USA Clichy            |
| CS Jean Bouin Angers | 6-3     | FC Rouen              |
| CA Paris             | 7-2     | Olympique Alès        |

| Winnaar             | Uitslag     | Verliezer               |
| ------------------- | ----------- | ----------------------- |
| Olympique Marseille | 3-1         | Stade Français          |
| US Boulogne         | 4-0         | La Bastidienne Bordeaux |
| US Saint-Servan     | 0-0 nv; 1-0 | FC Mulhouse             |
| Olympique Lille     | 4-2         | AS Strasbourg           |
| Le Havre AC         | 1-0         | RC Lens                 |
| Iris Club Lillois   | 4-1         | FC Sète                 |
| RC Strasbourg       | 1-0         | RC Roubaix              |
| FC Sochaux          | 3-1         | Red Star Olympique      |

### 1/8 finale
De wedstrijden werden op 8 februari 1931 gespeeld. De drie beslissingswedstrijden tussen Club Français en Olympique Marseille op respectievelijk 22 februari en 15 en 22 maart.
| Winnaar        | Uitslag                      | Verliezer           |
| -------------- | ---------------------------- | ------------------- |
| Club Français  | 1-1 nv; 0-2 * 3-3 nv; 2-1 nv | Olympique Marseille |
| SO Montpellier | 4-1                          | US Boulogne         |
| OGC Nice       | 3-0                          | US Saint-Servan     |
| AS Cannes      | 2-1                          | Olympique Lille     |

| Winnaar              | Uitslag | Verliezer         |
| -------------------- | ------- | ----------------- |
| Excelsior Roubaix    | 1-0     | Le Havre AC       |
| AC Amiens            | 2-0     | Iris Club Lillois |
| CS Jean Bouin Angers | 6-1     | RC Strasbourg     |
| CA Paris             | 5-3 nv  | FC Sochaux        |

### Kwartfinale
De wedstrijden werden op 8 en 29 maart 1931 (Club Français-Excelsior Roubaix) gespeeld.
| Winnaar        | Uitslag | Verliezer            |
| -------------- | ------- | -------------------- |
| Club Français  | 1-0     | Excelsior Roubaix    |
| SO Montpellier | 2-1     | AC Amiens            |
| OGC Nice       | 4-1     | CS Jean Bouin Angers |
| AS Cannes      | 4-0     | CA Paris             |

### Halve finale
De wedstrijden werden op 12 april 1931 gespeeld.
| Winnaar        | Uitslag | Verliezer |
| -------------- | ------- | --------- |
| Club Français  | 6-1     | OGC Nice  |
| SO Montpellier | 2-1     | AS Cannes |

### Finale
De wedstrijd werd op 3 mei 1931 gespeeld in het Stade Olympique Yves-du-Manoir in Colombes voor 30.000 toeschouwers. De wedstrijd stond onder leiding van scheidsrechter Georges Courbot.
| Winnaar                                                   | Uitslag | Finalist       |
| --------------------------------------------------------- | ------- | -------------- |
| Club Français                                             | 3-0     | SO Montpellier |
| Miklos Boros 14' Arthur Parkes (s) 18' Robert Mercier 32' |         |                |

1917/18 · 1918/19 · 1919/20 · 1920/21 · 1921/22 · 1922/23 · 1923/24 · 1924/25 · 1925/26 · 1926/27 · 1927/28 · 1928/29 · 1929/30 · 1930/31 · 1931/32 · 1932/33 · 1933/34 · 1934/35 · 1935/36 · 1936/37 · 1937/38 · 1938/39 · 1939/40 · 1940/41 · 1941/42 · 1942/43 · 1943/44 · 1944/45 · 1945/46 · 1946/47 · 1947/48 · 1948/49 · 1949/50 · 1950/51 · 1951/52 · 1952/53 · 1953/54 · 1954/55 · 1955/56 · 1956/57 · 1957/58 · 1958/59 · 1959/60 · 1960/61 · 1961/62 · 1962/63 · 1963/64 · 1964/65 · 1965/66 · 1966/67 · 1967/68 · 1968/69 · 1969/70 · 1970/71 · 1971/72 · 1972/73 · 1973/74 · 1974/75 · 1975/76 · 1976/77 · 1977/78 · 1978/79 · 1979/80 · 1980/81 · 1981/82 · 1982/83 · 1983/84 · 1984/85 · 1985/86 · 1986/87 · 1987/88 · 1988/89 · 1989/90 · 1990/91 · 1991/92 · 1992/93 · 1993/94 · 1994/95 · 1995/96 · 1996/97 · 1997/98 · 1998/99 · 1999/00 · 2000/01 · 2001/02 · 2002/03 · 2003/04 · 2004/05 · 2005/06 · 2006/07 · 2007/08 · 2008/09 · 2009/10 · 2010/11 · 2011/12 · 2012/13 · 2013/14 · 2014/15 · 2015/16 · 2016/17 · 2017/18 · 2018/19 · 2019/20 · 2020/21 · 
2021/22 · 2022/23 · 2023/24 · 2024/25 ·